# Новосибирски метрополитен
Новосибирският метрополитен (на руски: Новосибирский метрополитен) е метросистемата в град Новосибирск, Русия.

## Строителство
Строежът на Новосибирското метро започва през 1979 г., по същото време, когато започва и изграждането на Софийското метро.
Първият участък (от 5 станции) е пуснат в експлоатация още през 1986 г. Линията получава названието Ленинская. Отсъствието на станция на метрото, разположена до ЖП гарата, предопределя по-нататъшното развитие на метрото.
Още през следващата 1987 г., на 31 декември е открит пусков участък от втората Дзержинская линия с две станции: Площад „Гарин-Михайловски“ (до гарата) и възловата Сибирская, на която става прехвърляне на Червения проспект.
Както и в цяла Русия, финансовата криза през 1990-те години се отразява неблагоприятно на строителството на Новосибирския метрополитен. То е прекратено за няколко години, а пусковите срокове и строителството са забавени. Така например на 25 юни 2005 г. е открита станция Берьозовая рошча, но само с един тунел. Вторият тунел е изграждан повече от 17 години.
Към 2009 г. Новосибирското метро разполага с две линии, с обща дължина 14,3 км и 12 станции (всичките подземни).
Предполагаше се, че в края на 2009 г. ще бъде открита 13-ата станция:  Золотая нива, но във връзка с недостатъчно финансиране, през август 2009 официално е отложено за 2010 г. На 7 октомври 2010 г. станцията е открита, но на 26 октомври същата година отново е закрита, поради неуредици с приемателните протоколи и некачествено строителство. Едва на 9 февруари 2011. окончателно е пусната в експлоатация.

## Хронология на откритите участъци
- 7 януари 1986 г.: Красний проспект – Студенческая
- 31 декември 1987 г.: Сибирская – Площад „Гарин-Михайловский“
- 26 юли 1991 г.: Студенческая – Площад „Маркс“
- 2 април 1992 г.: Красний проспект – Заелцовская
- 28 декември 2000 г.: Сибирская – Маршал Покришкин
- 25 юни 2005 г.: Маршал Покришкин – Берьозовая рошча
- 23 юни 2007 г.: втори коловоз и съоръжение за обръщане на движението в участъка Маршал Покришкин – Берьозовая рошча
- 7 октомври 2010 г.:Берьозовая роща – Золотая Нива[1]
- 26 октомври 2010 г.: станция Золотая Нива временно закрита[2]
- 9 февруари 2011 г.: станция Золотая Нива отново открита[3]

## Линии
| #     | Наименование на линиите | Година на откриване | Година на откриване на последната станция | Дължина, км | Брой на станциите |
| ----- | ----------------------- | ------------------- | ----------------------------------------- | ----------- | ----------------- |
| 1     | Ленинская линия         | 1986 г.             | 1992 г.                                   | 10,5        | 8                 |
| 2     | Дзержинская линия       | 1987 г.             | 2010 г.                                   | 5,5         | 5                 |
| Общо: | Общо:                   |                     |                                           | 16          | 13                |

## Подвижен състав
В Новосибирското метро се движат различни модификации на вагони от типа 81 – 717 / 81 – 714, производство на двата основни производители Метровагонмаш (Митишчи) и Вагонмаш (Петербург). На линиите се движат 4-вагонни състави. Обслужват се от едно депо „Елцовское“.

## Фотогалерия
- Станция „Берьозовая рошча“
- Станция „Сибирска“

## Метро вРусия
- Московско метро
- Петербургско метро
- Нижегородски метрополитен
- Самарско метро
- Екатеринбургски метрополитен
- Казански метрополитен
- Сочинско метро